# Вестейнде (Дренте)
Вестейнде (нід. Westeinde) — селище в нідерландській провінції Дренте. Входить до муніципалітету Вестервелд. Його населення станом на 1 листопада 2007 року складало 150 осіб.